# Район Нісі (Хіросіма)

34°23′07″ пн. ш. 132°27′19″ сх. д. / 34.38528° пн. ш. 132.45528° сх. д.
Райо́н Ні́сі (яп. 西区, にしく, МФА: [nʲiɕi̥ ku], «Західний район») — район міста Хіросіма префектури Хіросіма в Японії. Станом на 1 жовтня 2007 площа району становила 35,67 км². Станом на 1 червня 2011 населення району становило 187 956 осіб.

## Символи району
Емблема Нісі — стилізоване зображення плану району, центром якого протікає річка Ота, та знаку латинської абетки W, початкової літери слова WEST (захід), яка осоціюється з назвою району.
Прапор Нісі — полотнище білого кольору, сторони якого співвідносяться як 2 до 3. В центрі полотнища розміщена емблема району синього кольору. Синя і біла барви символізують «багаті та прозорі води» і «мир та чистоту».

## Загальні відомості

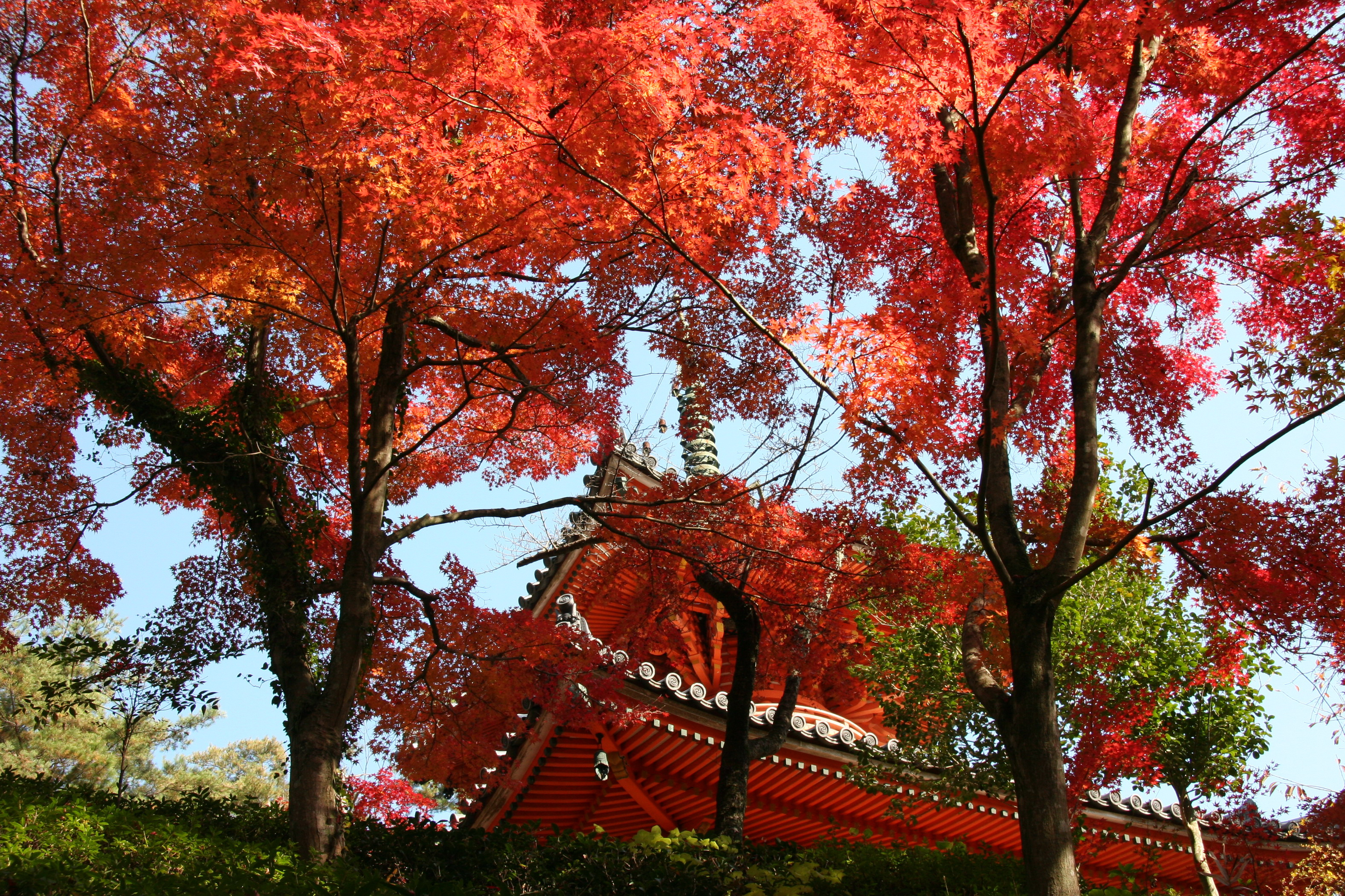
«Пагода скарбів» монастиря Мітакідера.

Район Нісі знаходиться у південній частині Хіросіми, у дельті річки Ота. На захід від нього протікає річка Тенман, а на схід — річка Яхата. Південь району омивається водами Хіросімської затоки Внутрішнього Японського моря.
Головною водною артерією Нісі є дренажний канал річки Ота, що пролягає центральною частиною району. З заходу на схід його перетинають національна автострада № 2, залізнична лінія Санйо-хонсен компанії JR та колії Хіросімського трамваю у напрямку Міядзіми. На півночі проходять національна автострада № 54 і залізниця електрички Кабе компанії JR.
Східна частина району розташована у дельті Оти. У ній перемішані житлові будинки, крамниці, підприємства та заводи. Західні області пагорбисті, мають гарні краєвиди і служать великим житловим масивом. На заході Нісі також знаходиться Хіросімський комерційний центр, найбільшою установою якої є Центральний оптовий ринок. Він відіграє роль «хіросімської кухні».
Нісі — важливий транспортний район міста. Тут розташовані великі станції Йокоґава і Нісі-Хіросіма компанії JR, та міський Західний Хіросімський аеропорт.
У районі існую чимало парків, найбільшими з яких є Мітакі та Рюо. На території останніх знаходиться старовинний буддистський монастир Мітакідера.